# Ernandes Dias Luz
Ernandes Dias Luz (Querência, 11 novembre 1985) è un calciatore brasiliano, centrocampista del Joinville.

## Caratteristiche tecniche
È un mediano.

## Carriera
Ha esordito in Série A il 9 maggio 2010 disputando con il Ceará l'incontro vinto 1-0 contro il Fluminense.